# Septoria betae
Septoria betae är en svampart som beskrevs av Westend. 1851. Septoria betae ingår i släktet Septoria och familjen Mycosphaerellaceae.   Inga underarter finns listade i Catalogue of Life.